# Tekellina bella
Tekellina bella là một loài nhện trong họ Theridiidae.
Loài này thuộc chi Tekellina. Tekellina bella được miêu tả năm 1993 bởi Marques & Buckup.